# Sviluppo di Windows 8
Lo sviluppo di Windows 8 iniziò nel maggio 2009 e terminò nel luglio 2012. Il nome in codice del progetto di sviluppo era Jupiter.
Microsoft iniziò a parlare più diffusamente di Windows 8 solo a partire dal 2011. L'anno si aprì con l'annuncio del supporto all'architettura ARM tipica dei tablet.
La nuova interfaccia grafica di Windows 8 venne svelata ufficialmente nel giugno 2011.
Nel settembre 2011 Microsoft pubblicò una versione di anteprima per gli sviluppatori, denominata Windows 8 Developer Preview.
Un nuovo logo e un'altra versione di anteprima, Windows 8 Consumer Preview, caratterizzarono il febbraio 2012. L'ultima versione di anteprima, Windows 8 Release Preview, è stata pubblicata il 31 maggio 2012.
La versione finale di Windows 8 è stata consegnata agli OEM il 1º agosto, ed è infine stata resa disponibile al pubblico il 26 ottobre 2012.

## I primi piani
Il progetto di sviluppo di Windows 8 venne avviato nel maggio 2009, ancora prima della pubblicazione del suo predecessore.
Nel 2010 vennero disegnati i primi mockup dell'interfaccia grafica di Windows 8: chiamati con il nome in codice Pocahontas «per riflettere il loro viaggio in un nuovo mondo di design», mostravano per la prima volta la schermata Start, la schermata di blocco, la barra dei pulsanti di accesso rapido, la funzione di ancoraggio e la tastiera touch.
Nel mese di giugno inoltre trapelarono su Internet alcune diapositive interne che svelarono i punti chiave del progetto di sviluppo di Windows 8: il nuovo ciclo produttivo, l'integrazione dell'account utente con il cloud, l'attenzione verso nuovi form factor, l'avvio ibrido, la funzione di reinizializzazione del sistema e Windows Store.

## I primi annunci
Il 5 gennaio 2011, al Consumer Electronics Show 2011 (CES) di Las Vegas, Microsoft annunciò che Windows 8 avrebbe aggiunto il supporto ai dispositivi con microprocessori ARM, e presentò una versione preliminare di Windows 8 in esecuzione su diversi dispositivi ARM proof of concept. Iniziarono inoltre ad emergere dettagli su un nuovo framework applicazione dal nome in codice "Jupiter" (oggi noto come WinRT), che sarebbe stato usato per rendere "immersive" le applicazioni utilizzando XAML (analogamente a Windows Phone e Silverlight), e queste applicazioni sarebbero state distribuite tramite un nuovo sistema di pacchetti e un app store incluso nel sistema operativo (oggi noto come Windows Store).
Ai primi di giugno 2011 Microsoft svelò ufficialmente Windows 8, parallelamente in California alla D9 Conference e a Taipei al Computex Taipei 2011. Le presentazioni ufficiali verterono sulle nuove funzionalità di Windows 8, e in particolare sulla sua nuova interfaccia utente nel linguaggio di design Microsoft, allora chiamato con il nome in codice "Metro".

## Developer Preview
Alla fine dell'estate 2011, Microsoft concentrò la propria attenzione sugli sviluppatori, riservando ad essi informazioni in anteprima relative a Windows 8: dedicò loro il nuovo blog Building Windows 8 e li invitò alla conferenza BUILD, tenutasi in California dal 13 fino al 16 settembre 2011.
In occasione della conferenza BUILD, Microsoft rese pubblica un'anteprima di Windows 8 orientata agli sviluppatori, denominata Windows 8 Developer Preview, per dare la possibilità alla comunità di sviluppatori di scaricarla e di iniziare a lavorare con essa. Windows 8 Developer Preview non includeva tuttavia alcune delle app di Windows Store di cui Microsoft aveva mostrato le demo alla conferenza BUILD, quali Mail, Calendario, Foto, Contatti e Messaggi. Secondo Microsoft, nelle 12 ore successive alla sua pubblicazione si verificarono più di 500.000 download di Windows 8 Developer Preview.

## Consumer Preview
Il 17 febbraio 2012, Microsoft ha svelato un nuovo logo per Windows 8, che intende riflettere lo stile della nuova interfaccia grafica nel linguaggio di design Microsoft. Disegnato da Paula Scher presso lo studio di design Pentagram, si presenta notevolmente diverso rispetto a quello delle precedenti versioni di Windows: il logo precedentemente a forma di bandiera è stato trasformato in quattro semplici rettangoli, con un effetto prospettiva e un colore in tinta unita.
La beta pubblica di Windows 8, denominata Windows 8 Consumer Preview, venne annunciata per la prima volta il 6 dicembre 2011, in occasione di un evento tenuto a San Francisco per l'anteprima di Windows Store, ed è stata pubblicata ufficialmente il 29 febbraio 2012 in concomitanza con il Mobile World Congress di Barcellona. Il presidente della sezione Windows Steven Sinofsky ha affermato che sono state apportate più di 100.000 modifiche dalla pubblicazione di Windows 8 Developer Preview. Secondo Microsoft, i download di Windows 8 Consumer Preview raggiunsero il milione il giorno successivo.

## Release preview
L'ultima versione di anteprima prima del prodotto finale, denominata Windows 8 Release Preview, annunciata alcuni mesi prima da Steven Sinofsky il 23 aprile 2012 alla conferenza Windows 8 Developer Days in Giappone, è stata pubblicata ufficialmente da Microsoft il 31 maggio 2012.

## Release to manufacturing
Uno screenshot pubblicato il 18 maggio 2012 nel blog ufficiale Building Windows 8 mostra il nuovo stile introdotto nella fase di sviluppo successiva a quella di Windows 8 Release Preview: le finestre sono piatte e prive delle trasparenze di Windows Aero, per una migliore sintonia con la nuova interfaccia nel linguaggio di design Microsoft.
A giugno apparvero sul Web le prime immagini di Windows RT, che Microsoft aveva tenuto fino ad allora nascosto. Il 18 giugno 2012, Microsoft ha annunciato un tablet chiamato Microsoft Surface, che sarà disponibile a partire dal 26 ottobre 2012 in due versioni: una che esegue Windows RT e una che esegue Windows 8 Pro come sistema operativo.
Il 18 luglio 2012, all'annuale sales meeting, Microsoft ha confermato ufficialmente che la versione finale di Windows 8 sarà resa disponibile al pubblico il 26 ottobre 2012, ma già il 1º agosto è stata consegnata agli OEM.
Già ai primi di agosto cominciarono a trapelare alcune build della versione finale di Windows 8: la prima a trapelare fu la versione a 64 bit di Windows 8 Enterprise N il 2 agosto 2012, seguita entro il fine settimana dalle versioni a 32 e 64 bit di Windows 8 Enterprise e Pro.
Prima della sua disponibilità generale il 26 ottobre 2012, sono stati resi disponibili degli aggiornamenti per alcune delle app fornite in Windows 8, e giovedì 9 ottobre 2012 è stato pubblicato un aggiornamento cumulativo chiamato General Availability Cumulative Update che includeva correzioni per migliorare le prestazioni, la compatibilità e la durata delle batterie. Microsoft ha indicato che a causa dei miglioramenti all'infrastruttura di testing, i miglioramenti generali di questa natura verranno resi pubblici più di frequente tramite Windows Update invece di essere relegati solo agli OEM e ai service pack.

## Build di sviluppo note
Build rese pubbliche ufficialmente da Microsoft
     Build trapelate illegalmente
| Fase di sviluppo | Fase di sviluppo         | Numero di build | Nome ufficiale              | Tipo di architettura | Compilata il | Disponibile dal                 | Nuove funzionalità |
| principale       | secondaria               | Numero di build | Nome ufficiale              | Tipo di architettura | Compilata il | Disponibile dal                 | Nuove funzionalità |
| ---------------- | ------------------------ | --------------- | --------------------------- | -------------------- | ------------ | ------------------------------- | --- |
| Milestone 1      | Milestone 1 Final        | 7850            |                             | 32 bit               | 22-9-2010    | screenshot: 26-2-2011           | Titoli delle finestre al centro, Aero Lite, Esplora risorse con interfaccia ribbon, Modern Reader, Modern Windows Task Manager, Auto-colorization/Aero Aurora, app per cattura da webcam, opzioni account utente nella barra delle applicazioni, reimpostazione di sistema, Pulizia disco, Windows To Go, avvio ibrido, emulazione immagini ISO, Profilo lingua, nuovo Assistente vocale, nuovo riquadro area di notifica Connessioni di rete. |
| Milestone 1      | Milestone 1 Final        | 7850            | trapelamento: 12-4-2011     | 32 bit               | 22-9-2010    |                                 | Titoli delle finestre al centro, Aero Lite, Esplora risorse con interfaccia ribbon, Modern Reader, Modern Windows Task Manager, Auto-colorization/Aero Aurora, app per cattura da webcam, opzioni account utente nella barra delle applicazioni, reimpostazione di sistema, Pulizia disco, Windows To Go, avvio ibrido, emulazione immagini ISO, Profilo lingua, nuovo Assistente vocale, nuovo riquadro area di notifica Connessioni di rete. |
| Pre-Milestone 2  |                          | 7927            |                             | 32 bit               | 14-2-2011    | screenshot: 28-8-2011           | |
| Pre-Milestone 2  | trapelamento: 29-8-2011  | 7927            |                             | 32 bit               | 14-2-2011    |                                 | |
| Pre-Milestone 3  | Post-Milestone 2         | 7955            |                             | 32 bit               | 28-2-2011    | trapelamento: 25-4-2011         | |
| Pre-Milestone 3  |                          | 7971            |                             | (sconosciuto)        | 24-3-2011    | su Microsoft Connect: 29-3-2011 | Nuovo programma di installazione. |
| Pre-Milestone 3  | screenshot: 30-3-2011    | 7971            |                             | (sconosciuto)        | 24-3-2011    |                                 | Nuovo programma di installazione. |
| Pre-Milestone 3  |                          | 7989            |                             | 64 bit               | 21-4-2011    | screenshot: 17-6-2011           | Nuova schermata di benvenuto, nuovo formato di installazione pacchetti AppX, Internet Explorer 10 versione immersive, funzionalità SMS, nuova tastiera virtuale, trasparenza nel tema di base, geo-localizzazione, Hyper-V 3 e PowerShell 3. |
| Pre-Milestone 3  | trapelamento: 18-6-2011  | 7989            |                             | 64 bit               | 21-4-2011    |                                 | Nuova schermata di benvenuto, nuovo formato di installazione pacchetti AppX, Internet Explorer 10 versione immersive, funzionalità SMS, nuova tastiera virtuale, trasparenza nel tema di base, geo-localizzazione, Hyper-V 3 e PowerShell 3. |
| Milestone 3      | Milestone 3 Final        | 8102            | Windows 8 Developer Preview | 32 bit e 64 bit      | 30-8-2011    | download pubblico:13-9-2011     | |
| Pre-Beta         |                          | 8172            |                             | (sconosciuto)        | 14-12-2011   | screenshot: 21-12-2011          | Sfondo personalizzato nella schermata Start. |
| Pre-Beta         |                          | 8174            |                             | (sconosciuto)        | 15-12-2011   | screenshot: 16-12-2011          | Nuova preparazione all'installazione, tema Aero Lite migliorato, nuove app. |
| Beta             | Beta Candidate           | 8220            |                             | (sconosciuto)        | 27-1-2012    | screenshot: 3-2-2012            | Barra delle applicazioni senza pulsante Start, visualizzazione applicazioni per categorie, barra dei pulsanti di accesso rapido trasparente, Impostazioni PC, reimpostazione di sistema, barra laterale funzionale, ricerca in programmi e file integrata, Windows To Go, nuova tastiera su schermo, anteprime della schermata Start e delle app, aggiornamenti automatici di Internet Explorer.                                               |
| Beta             | Beta Final               | 8250            | Windows 8 Consumer Preview  | 32 bit e 64 bit      | 17-2-2012    | screenshot: 22-2-2012           | Windows Store, zoom semantico, miniature applicazioni aperte in schermata Start, notifiche toast, correzione ortografica. |
| Beta             | Beta Final               | 8250            | Windows 8 Consumer Preview  | 32 bit e 64 bit      | 17-2-2012    | download pubblico: 29-2-2012    | Windows Store, zoom semantico, miniature applicazioni aperte in schermata Start, notifiche toast, correzione ortografica. |
| Pre-RC           |                          | 8306            |                             | (sconosciuto)        | 21-3-2012    | screenshot: 22-3-2012           | Nuovi colori per l'interfaccia nel linguaggio di design Microsoft, nuova barra di caricamento in stile Windows Phone nella schermata di avvio. |
| Pre-RC           |                          | 831x            |                             | (sconosciuto)        | 3-12 4-12    | screenshot: 30-3-2012           | Stile piatto nella barra multifunzione ribbon di Esplora risorse, opzione per il ripristino dell'ultima sessione in Windows Internet Explorer 10, nuovo sfondo del desktop. |
| RC               | Release Candidate Final  | 8400            | Windows 8 Release Preview   | 32 bit e 64 bit      | 18-5-2012    | trapelamento: 29-5-2012         | Supporto a Flash nella app di Windows Internet Explorer 10, nuove app di Windows Store Sport, Viaggi e Notizie. |
| RC               | Release Candidate Final  | 8400            | Windows 8 Release Preview   | 32 bit e 64 bit      | 18-5-2012    | download pubblico: 31-5-2012    | Supporto a Flash nella app di Windows Internet Explorer 10, nuove app di Windows Store Sport, Viaggi e Notizie. |
| Pre-RTM          |                          | 843x            |                             |                      | 6-2012       | screenshot: 29-6-2012           | Nome Windows Explorer cambiato in File Explorer. |
| RTM              |                          | 9200            |                             | 32 bit e 64 bit      | 25-7-2012    | OEM: 1-8-2012                   | |
| RTM              | trapelamento: 2-8-2012   | 9200            |                             | 32 bit e 64 bit      | 25-7-2012    |                                 | |
| RTM              | MSDN, TechNet: 15-8-2012 | 9200            |                             | 32 bit e 64 bit      | 25-7-2012    |                                 | |
| RTM              | VLSC, MPN: 16-8-2012     | 9200            |                             | 32 bit e 64 bit      | 25-7-2012    |                                 | |
| RTM              | MAPS: 20-8-2012          | 9200            |                             | 32 bit e 64 bit      | 25-7-2012    |                                 | |
| RTM              | DreamSpark: 23-8-2012    | 9200            |                             | 32 bit e 64 bit      | 25-7-2012    |                                 | |
| RTM              | MVLR: 1-9-2012           | 9200            |                             | 32 bit e 64 bit      | 25-7-2012    |                                 | |
| RTM              | GA: 26-10-2012           | 9200            |                             | 32 bit e 64 bit      | 25-7-2012    |                                 | |

1. ↑  La classificazione segue la tabella riportata da WinUnleaked.tk.

### Pre-Milestone 1

#### Build 7700(22 gennaio 2010)
La build 7700, trapelata il 25 dicembre 2009, è la prima build di Windows 8 conosciuta. Sono state introdotte diverse nuove API e una versione preliminare di Internet Explorer 9. Per il resto, questa build è praticamente identica a Windows 7.

#### Build 7746(28 aprile 2010)
La build 7746, trapelata il 3 maggio 2010, non include migliorie visibili.

### Milestone 1

#### Build 7850(12 settembre 2010)
La build 7850, trapelata tramite Internet il 12 aprile 2011, è la prima build nota ad includere:
- un nuovo sistema di Lockdown chiamato Redpill, che serve a nascondere la maggior parte delle funzionalità fase di sviluppo fino al loro annuncio ufficiale[68]. Tra queste vi sono una versione estremamente precoce della schermata start e della barra degli accessi. L'unico modo per sbloccare completamente tutte queste funzionalità è utilizzare uno strumento creato da Microsoft (denominato, appunto, Redpill) e contenuto in un server interno. Questo strumento è tutt'oggi non trapelato, tuttavia alcuni programmatori sono risusciti a sviluppare delle patch non ufficiali in grado di sbloccare la maggior parte di queste funzionalità.
- un tema Aero leggermente rivisto, con il testo centrato nella barra del titolo delle finestre;
- il nuovo tema Aero Lite;[a 1]
- una versione precoce della schermata Start, che elenca tutti i programmi installati nel computer. Può essere abilitata sbloccando Redpill.[a 2]
- una versione non funzionale della barra degli accessi, anch'essa abilitabile sbloccando Redpill.[a 3]
- una nuova versione di Esplora risorse con interfaccia ribbon (attivabile attraverso una chiave del registro);[a 4][69]
- un lettore di file PDF incorporato denominato Modern Reader o G.L.C.N.D.;[a 5][70][71]
- un nuovo task manager denominato Modern Windows Task Manager;[a 6][a 7][a 8]
- la nuova funzione denominata Auto-colorizzazione o Aero Aurora, che consente ai bordi delle finestre con trasparenza Aero di colorarsi automaticamente in base allo sfondo del desktop sottostante;[a 9][72][73]
- una app di Windows Store per la cattura di immagini e video dalla webcam;[a 10][74]
- un'immagine dell'account utente nella parte destra della barra delle applicazioni, con un menu contestuale per le opzioni dell'account utente;[a 11]
- la possibilità di reimpostare il sistema alle impostazioni di fabbrica;[a 12]
- una nuova versione di Pulizia disco;[a 13]
- la possibilità di creare unità di archiviazione di massa USB avviabili, denominate aree di lavoro portatili (non ancora funzionale, in seguito rinominata Windows To Go);[a 14][75]
- una nuova schermata di Opzioni risparmio energia nel Pannello di controllo, con una nuova opzione per attivare l'avvio ibrido;[a 15][76][77]
- la possibilità di montare le immagini ISO su un'unità ottica virtuale;[a 16]
- una nuova icona nel Pannello di controllo per l'applet Profilo lingua per la modifica delle lingue di sistema;[a 17]
- una nuova interfaccia per l'assistente vocale;[a 18]
- un nuovo riquadro a comparsa più compatto per l'icona nell'area di notifica relativa alla gestione delle connessioni di rete;[a 19]
- uno sfondo del desktop con il testo: «shhh... let's not leak our hard work» (in italiano: shhh... non facciamo trapleare il nostro duro lavoro)[a 20][78]

1. ↑   Colore e aspetto finestre (fonte)
2. ↑   Schermata Start(fonte)
3. ↑   Barra degli Accessi(fonte)
4. ↑   Computer (fonte)
5. ↑   Modern Reader (fonte)
6. ↑   Modern Windows Task Manager (scheda Programmi) (fonte)
7. ↑   Modern Windows Task Manager (scheda Avvio) (fonte)
8. ↑   Modern Windows Task Manager (scheda Utenti) (fonte)
9. ↑   Auto-colorizzazione/Aero Aurora Archiviato il 4 marzo 2016 in Internet Archive. (fonte)
10. ↑   App per cattura da webcam (fonte)
11. ↑   Opzioni dell'account utente nella barra delle applicazioni
12. ↑   Ripristino computer (fonte)
13. ↑   Pulizia disco (fonte)
14. ↑   Creazione area di lavoro portatile (fonte)
15. ↑   Opzioni risparmio energia (fonte)
16. ↑   Menu contestuale immagine ISO (fonte)
17. ↑   Profilo lingua (fonte)
18. ↑   Assistente vocale (fonte)
19. ↑   Connessioni di rete Archiviato il 13 ottobre 2011 in Internet Archive.
20. ↑   Sfondo del desktop (fonte)

### Pre-Milestone 2

#### Build 7880(10 novembre 2010)
La build 7880 (trapelata il 2 giugno 2020) include alcune migliorie minori rispetto alla build 7850: le tile nella schermata Start sono ora di colori differenti, ed è stato introdotto un nuovo metodo di accesso basato su uno schema. È stato inoltre aggiunto un nuovo file system, noto con il nome in codice Protogon ed in seguito rinominato ReFS.

#### Build 7899(9 dicembre 2010)
Nella build 7899 (trapelata il 19 luglio 2020) la schermata Start è stata completamente ridisegnata: mentre nelle due build precedenti venivano elencati tutti i programmi installati nel sistema, in questa compilazione la schermata Start elenca solo le applicazioni aggiunte dall'utente. Come nelle build precedenti, le tile non possono essere spostate o ridimensionate. La barra degli accessi è stata temporaneamente rimossa, per poi essere reintrodotta nella build 7989.
1. ↑   Schermata Start(fonte)

#### Build 7927(14 febbraio 2011)
La build 7927 trapelò tramite Internet il 29 agosto 2011, dopo che diversi screenshot erano trapelati il giorno precedente. Sono stati introdotti due nuovi sfondi, uno blu per la schermata start (nella build 7899 lo sfondo era completamente bianco) e uno verde per il desktop.
1. ↑   Schermata Start(fonte)
2. ↑   Desktop(fonte)

### Pre-Milestone 3

#### Build 7955(28 febbraio 2011)
Le build 7955, trapelata tramite Internet il 25 aprile 2011, sono perlopiù identiche a quelle viste nella build precedente.

#### Build 7971(24 marzo 2011)
La build 7971 venne resa disponibile privatamente ai tester iscritti a Microsoft Connect il 29 marzo 2011. Nei giorni seguenti trapelarono alcuni screenshot che mostravano un nuovo programma di installazione di Windows, con la possibilità di installare gli aggiornamenti durante l'installazione.
1. ↑   Ricevi importanti aggiornamenti per Windows 8 Archiviato il 17 marzo 2012 in Internet Archive. (fonte)

#### Build 7989(21 aprile 2011)
La build 7989, trapelata tramite Internet il 18 giugno 2011 dopo che il giorno precedente erano trapelati alcuni screenshot, includeva:
- una schermata Start aggiornata molto simile alla versione finale ;
- un nuovo tema in stile Metro, protetto da Redpill ;
- una barra degli accessi completamente ridisegnata, ma per la maggior parte non funzionale ;
- nuove schermate di blocco  e di accesso
- una versione Metro del pannello di controllo , successivamente rinominata "Impostazioni PC"
- un nuovo formato di installazione pacchetti chiamato AppX basato su Silverlight;[71]
- una versione immersive di Windows Internet Explorer 10;[86]
- una funzionalità SMS;
- una nuova tastiera virtuale;
- la trasparenza nel tema di base;
- servizi di geo-localizzazione;
- Hyper-V 3.0 e PowerShell 3.0.

#### Build 8002(11 maggio 2011)
La build 8002, trapelata il 3 gennaio 2021, include:
- una barra degli accessi completamente funzionale
- una nuova utilità di ripristino di sistema
- uno strumento di reset del sistema aggiornato in stile Metro
- una schermata Start leggermente aggiornata , con la possibilità di cambiare il colore dello sfondo tramite registro

### Milestone 3

#### Build 8056(27 luglio 2011)
La build 8056, trapelata nel 2015, include:
- una schermata start aggiornata ancora più simile a quella finale ;
- una barra degli accessi identica alla versione finale, ad eccezione del vecchio logo di Windows che è ancora in uso ;
- una versione estremamente precoce e non funzionale di Windows Store ;
- una versione immersive di Connessione Desktop Remoto;
- una nuova schermata di errore .

#### Windows 8 Developer Preview(30 agosto 2011)
Windows 8 Developer Preview (compilato con il numero di build 8102) venne pubblicato ufficialmente da Microsoft il 13 settembre 2011, in concomitanza con la sua presentazione alla conferenza BUILD in California. Una versione di questa anteprima per gli sviluppatori includeva strumenti per lo sviluppo di app di Windows Store, come Microsoft Windows SDK for Metro style apps, Microsoft Visual Studio 11 Express for Windows 8 Developer Preview and Microsoft Expression Blend 5 Developer Preview.
Windows 8 Developer Preview conteneva numerose app di Windows Store:
- alcune app di sistema, tra cui Pannello di controllo, Windows Store, Internet Explorer;
- 8 app informative, tra cui Meteo, Finanza e Notizie;
- 5 app creative: InkPad, PaintPlay, Piano, BitBox, Memories;
- 2 app per social network: Socialite, integrata con Facebook, e Tweet@rama, integrata con Twitter;
- 10 giochi.

Il 16 febbraio 2012, Microsoft posticipò la data di scadenza di Windows 8 Developer Preview dall'11 marzo 2012 al 15 gennaio 2013.
Redpill è ancora presente in questa build ma, al contrario delle compilazioni precedenti, è abilitato per impostazione predefinita. Disabilitandolo è possibile ripristinare menu Start di Windows 7  e Esplora Risorse senza Ribbon.

### Pre-Beta

#### Build 8128(5 ottobre 2011)
Nella build 8128 Redpill è stato rimosso definitivamente e tutte le funzionalità Metro sono ora parte integrante del sistema operativo, rendendole impossibili da disabilitare. Per il resto questa build è identica alla precedente.

#### Build 8172(14 dicembre 2011)
Il 21 dicembre 2011 trapelarono alcuni screenshot della build 8172, che mostravano la possibilità di personalizzare lo sfondo della schermata Start.
1. ↑   Schermata Start (fonte)

#### Build 8174(15 dicembre 2011)
Il 16 dicembre 2011 trapelarono alcuni screenshot della build 8174, che mostravano:
- una preparazione all'installazione aggiornata;[g 1]
- un tema Aero Lite migliorato;[g 2]
- nuove app di Windows Store, come Lettore, Musica, Video, Foto.[g 3]

1. ↑   Installazione di Windows 8 Beta (fonte)
2. ↑   Sfondo del desktop (fonte)
3. ↑   Schermata Start (fonte)

### Beta

#### Build 8220(27 gennaio 2012)
All'inizio di febbraio 2012 sono trapelati alcuni screenshot della build 8220, che mostravano:
- una barra delle applicazioni priva del pulsante Start;[h 1]
- una visualizzazione per categorie delle applicazioni installate nella schermata Start;[h 2]
- una barra dei pulsanti di accesso rapido trasparente con nuove icone;[h 1]
- una schermata dal Pannello di controllo nel linguaggio di design Microsoft, rinominato Impostazioni PC;[h 3]
- nuove opzioni per il ripristino del PC nel Pannello di controllo;[h 4]
- una barra degli accessi più funzionale;[h 5][h 6][h 7][h 8]
- una funzione di ricerca rapida integrata nella schermata Start;[h 9]
- una finestra per le opzioni di avvio di Windows To Go;[h 10]
- una nuova disposizione della tastiera su schermo;[h 11]
- una piccola anteprima della schermata Start nell'angolo in basso a sinistra, e una delle app di Windows Store nell'angolo in alto a sinistra;[h 12][h 13]
- una nuova opzione nella finestra Informazioni su di Windows Internet Explorer 10 per attivare gli aggiornamenti automatici.[h 14]

La build stessa è stata successivamente trapelata il 6 luglio 2024.
1. 1 2   Desktop (fonte)
2. ↑   Applicazioni (fonte)
3. ↑   Impostazioni PC (fonte)
4. ↑   Recupero (fonte)
5. ↑   Desktop (fonte)
6. ↑   Reti (fonte)
7. ↑   Impostazioni PC (fonte)
8. ↑   Windows Internet Explorer (fonte)
9. ↑   Impostazioni - Risultati per "windows to go" (fonte)
10. ↑   Opzioni di avvio Windows To Go (fonte)
11. ↑   Documento - WordPad (fonte)
12. ↑   Start (anteprima) (fonte)
13. ↑   Impostazioni PC (anteprima) (fonte)
14. ↑   Informazioni su Internet Explorer (fonte)

#### Windows 8 Consumer Preview(17 febbraio 2012)
Windows 8 Consumer Preview (compilato con il numero di build 8250) venne pubblicato ufficialmente da Microsoft il 29 febbraio 2012, in concomitanza con la sua presentazione al Mobile World Congress di Barcellona. È la prima build nota ad includere:
- le app Windows Store,[i 1] Mail, Messaggi e Contatti;[99][100]
- la funzione di zoom semantico, per regolare lo zoom della schermata Start;[i 2]
- la possibilità di visualizzare con un gesto fino a 7 miniature delle applicazioni aperte sul lato sinistro della schermata Start;[i 3]
- nuove notifiche di tipo toast per le app di Windows Store;[i 4]
- una funzionalità di correzione ortografica globale per tutti i controlli di testo standard di Windows.

1. ↑   Windows Store (fonte)
2. ↑   Schermata Start (zoom semantico) Archiviato il 16 maggio 2012 in Internet Archive. (fonte)
3. ↑   Schermata Start (miniature applicazioni) Archiviato il 16 maggio 2012 in Internet Archive. (fonte)
4. ↑   Notifica toast (fonte)

### Pre-Release Candidate (Pre-RC)

#### Build 8306(21 marzo 2012)
Verso la fine di marzo 2012 sono trapelati alcuni screenshot della build 8306, che mostravano:
- un numero maggiore di colori nella schermata di personalizzazione iniziale dell'interfaccia nel linguaggio di design Microsoft;[k 1]
- una nuova barra di caricamento in stile Windows Phone nella schermata di avvio.[k 2]

1. ↑   Personalizza (fonte)
2. ↑   Schermata di avvio (fonte)

#### Build 831x
A cavallo tra marzo e aprile 2012 sono trapelati alcuni screenshot delle prime build della serie 831x, che mostravano:
- un nuovo stile piatto per i pulsanti Indietro e Avanti in Esplora risorse e per altri elementi della barra multifunzione ribbon;[l 1]
- una nuova opzione per aprire automaticamente le schede dell'ultima sessione all'avvio di Windows Internet Explorer 10;[l 2]
- un nuovo sfondo del desktop.[l 3]

1. ↑   Barra multifunzione ribbon di Esplora risorse (fonte)
2. ↑   Opzioni Internet (fonte)
3. ↑   Sfondo del desktop (fonte)

### Release Candidate (RC)

#### Windows 8 Release Preview(18 maggio 2012)
Windows 8 Release Preview (compilato con il numero di build 8400) è stato pubblicato ufficialmente da Microsoft il 31 maggio 2012.
Le principali novità in Windows 8 Release Preview sono il supporto alla tecnologia Adobe Flash nella app di Windows Internet Explorer 10 e tre nuove app di Windows Store: Sport, Viaggi e Notizie. La tradizionale interfaccia desktop presenta dei cambiamenti verso l'abbandono degli effetti e delle trasparenze Windows Aero, e anche il cursore del mouse ha un cambiamento stilistico.
Windows 8 Release Preview è scaduta il 16 gennaio 2013, un giorno dopo le precedenti versioni di anteprima.